# Кавоун, Нил
Нил Кавоун (англ. Neil Covone, родился 31 августа 1969 года в Хайалиа) — американский футболист, полузащитник.

## Биография
Выступал за клубе университета Уэйк-Форест в Конференции Атлантического побережья в 1987—1990 годах, в 1989 году стал самым ценным игроком турнира Конференции, в 1988 и 1989 годах попадал в третий состав символической сборной лучших американских футболистов. По окончании колледжа провёл два сезона в составе «Форт-Лодердейл Страйкерз» из Американской профессиональной лиги футбола: в 1991 году в 12 играх отличился один раз, дойдя до полуфинала Лиги и проиграв «Сан-Франциско-Бэй Блэкхокс». В 1992 году Ковоун провёл всего пять игр в клубе.
В 1989 году Кавоун был капитаном молодёжной сборной на чемпионате мира U-20 в Саудовской Аравии, в составе которой выступал и будущая звезда футбола США Кейси Келлер на позиции вратаря. За сборную США Кавоун провёл 5 матчей, дебютировав 5 июня 1989 года (поражение от Чили 0:3) и заменив Джимми Бэнкса. Последний матч провёл 30 мая 1990 года против Лихтенштейна (победа 4:1). Числился в заявке сборной США на чемпионат мира 1990 года.
В настоящее время Кавоун работает в юридической компании Hinshaw & Culbertson в Форт-Лодердейл (Флорида).